# Arrondissements de la Nièvre

Les quatre arrondissements de la Nièvre

Le département de la Nièvre comprend quatre arrondissements.

## Composition
| Nom                                     | Code Insee | Superficie (km2) | Population (dernière pop. légale) | Densité (hab./km2) | Modifier             |
| --------------------------------------- | ---------- | ---------------- | --------------------------------- | ------------------ | -------------------- |
| Arrondissement de Château-Chinon        | 581        | 2 168,30         | 27 068 (2022)                     | 12                 | modifier les données |
| Arrondissement de Clamecy               | 582        | 1 227,60         | 20 111 (2022)                     | 16                 | modifier les données |
| Arrondissement de Cosne-Cours-sur-Loire | 584        | 1 395,40         | 42 531 (2022)                     | 30                 | modifier les données |
| Arrondissement de Nevers                | 583        | 2 025,40         | 112 589 (2022)                    | 56                 | modifier les données |
| Nièvre                                  | 58         | 6 817,00         | 202 299 (2022)                    | 30                 | modifier les données |

## Histoire
- 1790 : création du département de la Nièvre avec neuf districts : La Charité, Château-Chinon, Clamecy, Corbigny, Cosne, Decize, Moulins, Nevers, Saint Pierre le Moutier
- 1800 : création des arrondissements : Château-Chinon, Clamecy, Cosne, Nevers
- 1926 : suppression de l'arrondissement de Cosne
- 1943 : restauration de l'arrondissement de Cosne

Cosne est devenu Cosne-sur-Loire en 1952, puis (après fusion avec Cours) est devenu Cosne-Cours-sur-Loire en 1973
La Charité est devenu La Charité-sur-Loire en 1961